# Muzeul Etnografic al Moldovei
Muzeul Etnografic al Moldovei este un muzeu național din Iași, amplasat în Piața Ștefan cel Mare și Sfânt nr. 1. 

## Istoric
Muzeul a fost înființat inițial pe lângă Catedra de etnografie a Universității din Iași, de către Ion Chelcea. Majoritatea exponatelor sunt vechi, vârsta lor depășind adesea 100 de ani. Din anul 1954 muzeul este mutat în Palatul Culturii. 
În sălile muzeului sunt prezentate ocupațiile tradiționale de bază: agricultura, viticultura, creșterea animalelor, precum și ocupațiile secundare ca: vânătoarea, pescuitul și creșterea albinelor. Colecția de instalații populare din lemn (pive și vâltori pentru prelucrat sumane, prese de ulei etc.) este cea mai veche colecție cu acest profil din țară. La etajul al doilea expoziția continuă cu sălile rezervate prelucrării lemnului, ceramicii populare (în curs de amenajare) și meșteșugului țesutului. 
De un interes deosebit sunt cele două interioare de locuințe țărănești, din zonele Rădăuți și Iași, precum și Sala datinilor și obiceiurilor de Anul Nou, purtând numele etnologului Petru Caraman. 
Circuitul muzeului se termină la etajul I cu colecțiile de scoarțe și costume populare din diverse zone ale Moldovei.